# PrestaShop
 (janvier 2017).
PrestaShop est une application Web open source permettant de créer une boutique en ligne dans le but de réaliser du commerce électronique. 
PrestaShop est aussi le nom de la société éditrice de cette solution.

## Historique
PrestaShop fut créé en 2007 au sein de l'école informatique Epitech par cinq étudiants. Le projet d'origine, traduit en deux langues (français, anglais) portait le nom de phpOpenStore (POS). La plateforme est passée de 2 à 13 langues trois mois après son lancement. Les créateurs décidèrent d'en faire un logiciel libre dès sa conception. Il fut testé par plusieurs marchands ayant participé à la corédaction de son cahier des charges[non neutre].
PrestaShop intégrait alors un module d'installation automatique, une interface d'administration ainsi qu'une devanture minimaliste.
Entre mai 2010 et avril 2012, PrestaShop est passé de 17 salariés à plus de 100 en comptant la filiale aux États-Unis. Les équipes techniques ont été renforcées afin d'accélérer le développement et de rattraper Magento[réf. nécessaire].
PrestaShop change de stratégie en réduisant les équipes, notamment de développement, afin d'alléger sa masse salariale et en remettant au centre de ses priorités ses utilisateurs et son produit, et mise désormais sur l'internationalisation avec le  développement de l'équipe américaine.
Le 4 mars 2014, PrestaShop fait une collecte de fonds de 6,75 millions d’euros en septembre 2011.
En 2014, la part de marché de PrestaShop dans le monde est de 6 %. Elle représente 50 % des sites Internet de vente en ligne en France.
En février 2018, Alexandre Eruimy prend la direction de la société PrestaShop. Depuis, l'entreprise signe des partenariats avec des sociétés telles que Paypal, Google, Meta, TikTok, afin de mettre des solutions technologiques à disposition des e-commerçants.
En 2023, PrestaShop annonce un partenariat avec la plateforme de marketing automation Klaviyo .
En novembre 2021, PrestaShop rejoint le groupe MBE Worldwide afin d'accélérer sa croissance et devenir la plateforme commerce de référence pour accélérer la croissance des entreprises dans le monde.

## Internationalisation et langues disponibles
PrestaShop est utilisé dans plus de 160 pays et s'adapte à certaines spécificités locales : langues, devises, unités de mesure, taxes, lois, etc[réf. nécessaire].
Le logiciel est totalement traduit dans 19 langues et partiellement dans 80 langues[source insuffisante].[Quand ?].

## Modèle économique
Ce projet open source est financé par des services complémentaires : les commerçants peuvent acheter des modules et des thèmes sur la PrestaShop Marketplace, pour améliorer leur site de vente en ligne.